# Theodorus Spierinck van Well
Theodorus Spierinck van Well († 1584) was abt van de Norbertijner abdij van Berne, die gelegen was in het Gelderse Berne, het tegenwoordige Bern.

## Biografische aantekeningen
Spierinck was van 1552 tot 1584 abt van de abdij van Berne. In 1559 schonk hij een van de nieuwe glazen aan de Goudse Sint-Janskerk.  Het betreft de voorstelling van de aankondiging van de geboorte van Jezus. Het glas werd waarschijnlijk ontworpen door Lambert van Noort en gemaakt door de glazenier Digman Meynaert uit Antwerpen. Het oorspronkelijk glas ging verloren en werd in 1656 opnieuw gemaakt door Daniël Tomberg. In het nieuwe glas herinnert een tekst aan de oorspronkelijke schenker: "1559 Me dabat antistes Bernardi Wellius olim (1559 Eertijds heeft Van Wel, priester van Berne, mij geschonken) en 1655 Aediles seniores iam periise vetant (1655 Nu doen kerkmeesters mij voor verval door ouderdom bewaren)". Ook zijn wapen (met in zwart een gouden Catharina-rad) met daaronder de tekst D. Theodoricus Speirinck Abbas Bernentis 1559 werden in het nieuwe glas opgenomen. Volgens de stadshistoricus Ignatius Walvis was Spierinck als schenker van het glas afgebeeld in het oorspronkelijk door Meynaert gemaakte glas.
Tijdens het abtschap van Spierinck werd de abdij in 1572 door de watergeuzen geplunderd. De abdij werd in 1579 geheel vernield. Spierinck en zijn kloosterlingen namen de wijk naar 's-Hertogenbosch. Spierinck overleed in 1584. Zijn grafzerk (in drie stukken) behoort tot de collectie van het Amsterdamse Rijksmuseum. Op de zerk zijn onder meer een mijter en een bisschopsstaf afgebeeld en twee wapenschilden, de initialen T en S en de tekst: "Hic . jacet . sepult' . dns . Therdoricus // Spierinck . de . Well . Abbas' bernensis' // qui . Obiit . ano . Millesimi . quigetesimo"